# Acalolepta kusamai
Acalolepta kusamai là một loài bọ cánh cứng trong họ Cerambycidae.